# Roberval (Francia)
Roberval è un comune francese di 384 abitanti situato nel dipartimento dell'Oise della regione dell'Alta Francia.

## Società

### Evoluzione demografica
Abitanti censiti